# Bahnhof Yono
Der Bahnhof Yono (jap. 与野駅, Yono-eki) ist ein Bahnhof auf der japanischen Insel Honshū. Er wird von der Bahngesellschaft JR East betrieben und befindet sich in der Präfektur Saitama auf dem Gebiet der gleichnamigen Stadt.

## Verbindungen
Yono ist ein Zwischenbahnhof an der Keihin-Tōhoku-Linie. Sie führt von Ōmiya über Urawa, Akabane und Tokio nach Yokohama sowie daran anschließend auf der Negishi-Linie nach Ōfuna. Tagsüber fahren die Züge alle fünf Minuten, während der Hauptverkehrszeit alle drei bis vier Minuten. Somit werden jede Stunde zwischen 12 und 20 Züge angeboten. Vor dem östlichen Ausgang befinden sich zwei Bushaltestelle, die von zwei Linien der Gesellschaft Kokusai Kyōgyō Bus bedient werden.

## Anlage
Der Bahnhof steht im Südwesten des Stadtteils Kami-Kizaki, der zum Bezirk Urawa-ku der Stadt Saitama gehört. Die Anlage ist von Süden nach Norden ausgerichtet und umfasst elf Gleise, wobei die zwei am östlichsten gelegenen den hier haltenden Nahverkehrszügen dienen und an einem überdachten Mittelbahnsteig liegen. In der Mitte des Bahnsteigs erfolgt der Zugang mittels Treppen, Rolltreppen und Aufzügen. Sie führen hinauf zur Verteilerebene des Empfangsgebäudes, das sich in Form eines Reiterbahnhofs über die Nahverkehrsgleise spannt. Die übrigen Gleise an der Westseite besitzen keine Bahnsteige und werden von Zügen der Utsunomiya-Linie und der Takasaki-Linie sowie von Güterzügen befahren. Eine gedeckte Brücke über diesen Gleisen verbindet das Haupt-Empfangsgebäude an der Ostseite mit einem kleineren an der Westseite.
Im Fiskaljahr 2019 nutzten durchschnittlich 26.802 Fahrgäste täglich den Bahnhof.

## Bilder

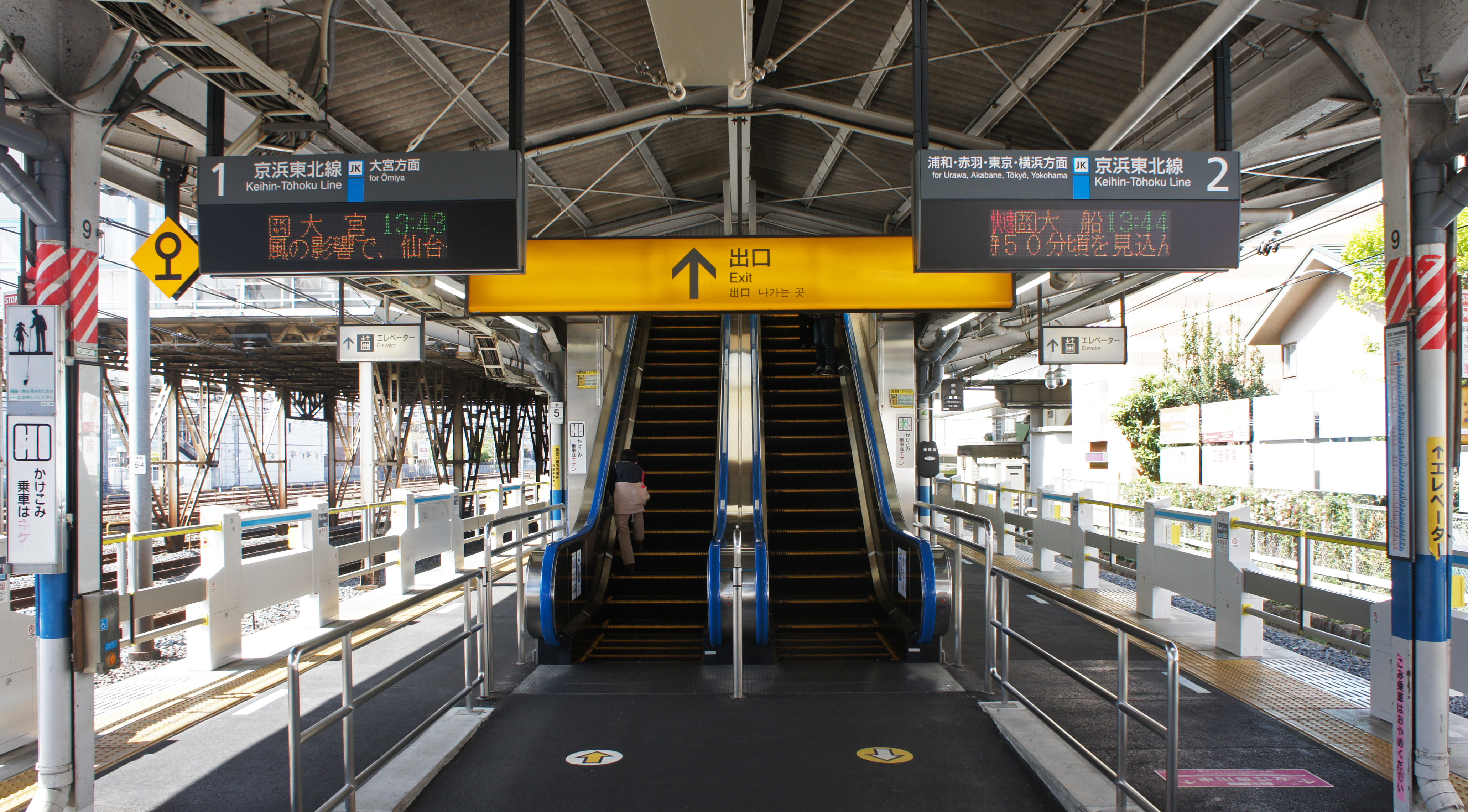
Bahnsteig
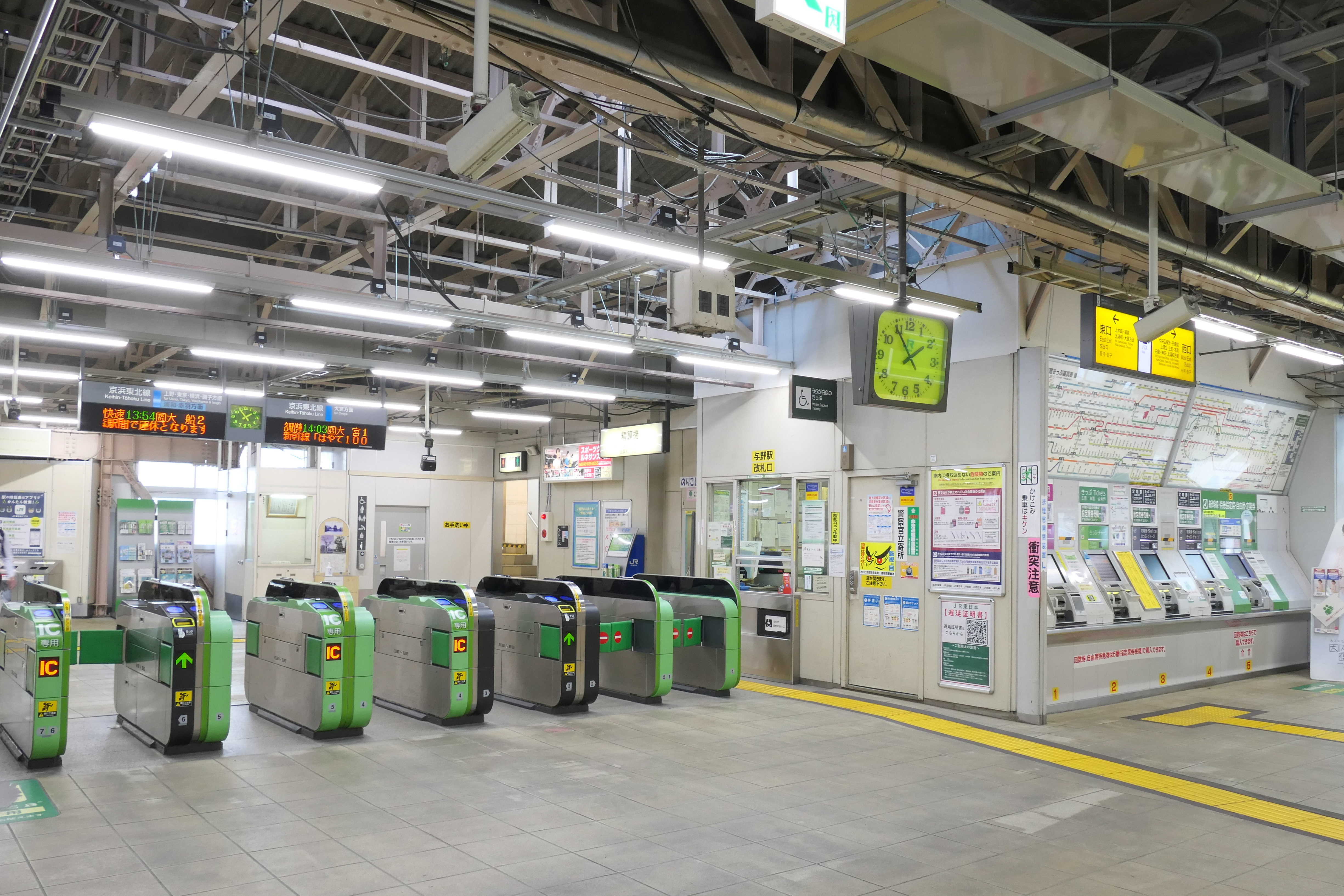
Bahnsteigsperren
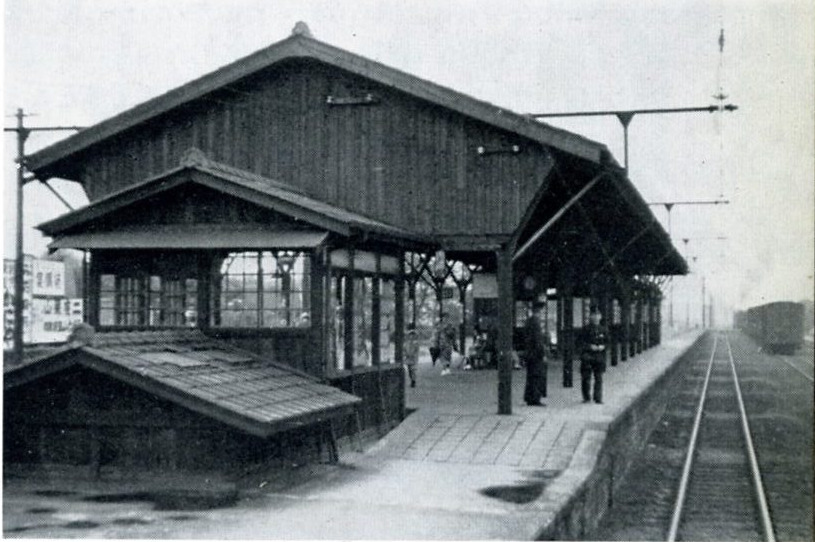
Bahnhof Yono (1939)
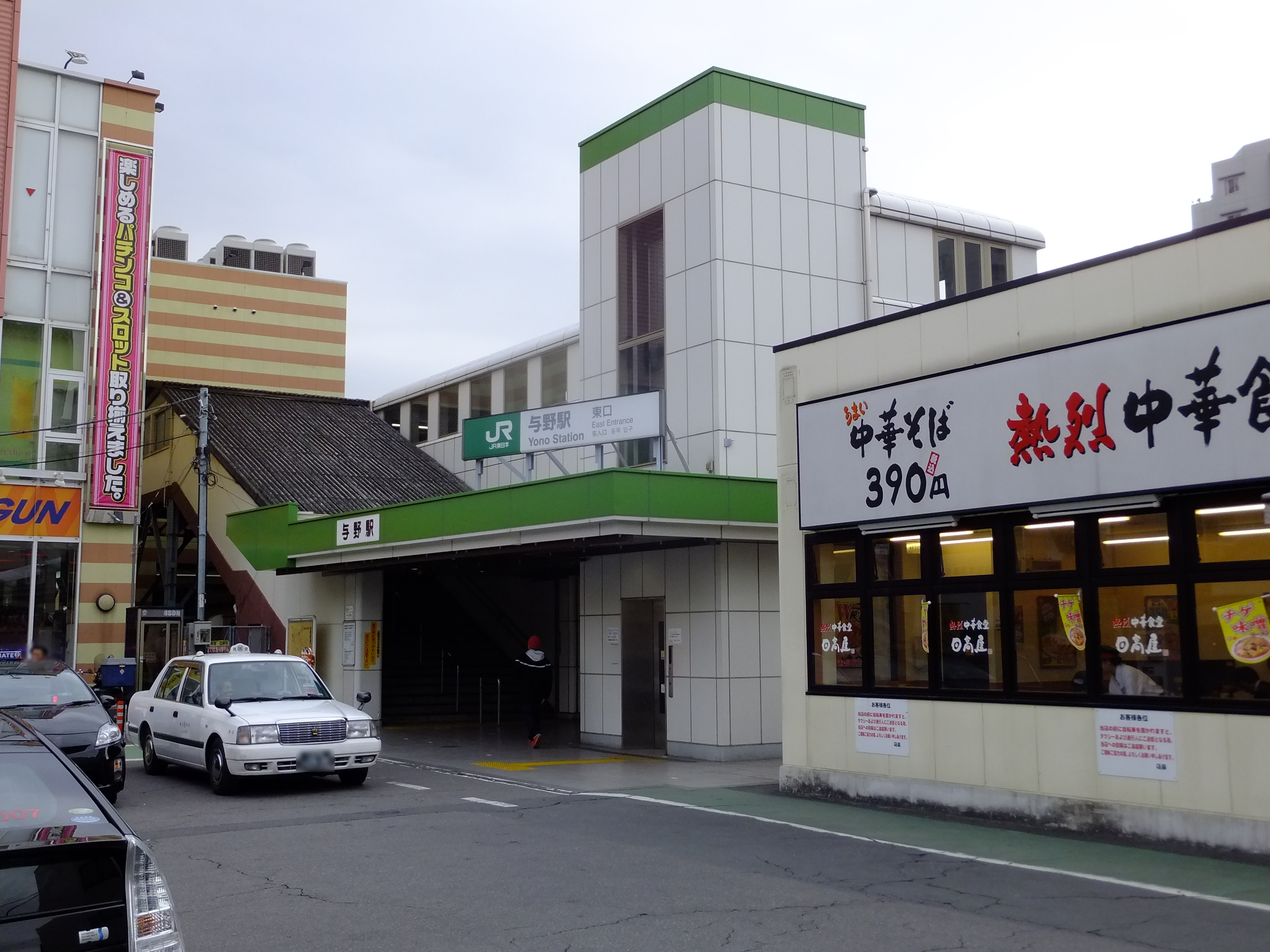
Ostausgang (Februar 2015)

## Gleise
| 1 | ▉ Keihin-Tōhoku-Linie | Urawa • Akabane • Ueno • Tokio • Shinagawa • Kawasaki • Yokohama |
| 2 | ▉ Keihin-Tōhoku-Linie | Ōmiya                                                            |

## Linien
| Verlauf der Keihin-Tōhoku-Linie / Negishi-Linie |
| --- |
| Ōmiya • Saitama-Shintoshin • Yono • Kita-Urawa • Urawa • Minami-Urawa • Warabi • Nishi-Kawaguchi • Kawaguchi • Akabane • Higashi-Jūjō • Ōji • Kami-Nakazato • Tabata • Nishi-Nippori • Nippori • Uguisudani • Ueno • Okachimachi • Akihabara • Kanda • Tokyo • Yūrakuchō • Shimbashi • Hamamatsuchō • Tamachi • Takanawa Gateway • Shinagawa • Ōimachi • Ōmori • Kamata • Kawasaki • Tsurumi • Shin-Koyasu • Higashi-Kanagawa • Yokohama • Sakuragichō • Kannai • Ishikawachō • Yamate • Negishi • Isogo • Shin-Sugita • Yōkōdai • Kōnandai • Hongōdai • Ōfuna |

## Geschichte
Die Nippon Tetsudō, Japans erste private Bahngesellschaft, nahm am 16. April 1906 die zwischen Urawa und Ōmiya Signalstation Ohara (大原) in Betrieb. Als Folge des Eisenbahnverstaatlichungsgesetzes fiel sie am 1. November desselben Jahres an das Eisenbahnamt (das spätere Eisenbahnministerium). 1911 nahm der Reichstag eine Resolution an, die den Ausbau der Signalstation zu einem Bahnhof forderte. Dies geschah teilweise als Reaktion auf eine Petition der Einwohner der Gemeinde Yono. Die Eröffnung des Bahnhofs Yono, am Nakasendō zwischen den Orten Yono und Kisaki gelegen, erfolgte am 1. November 1912.
Jahrzehntelang war es nur möglich, den Bahnhof auf der Westseite zu betreten und zu verlassen. Im November 1958 erhielt er auch einen Zugang an der Ostseite, zum Nakasendō hin. Aus Rationalisierungsgründen stellte die Japanische Staatsbahn am 1. Juli 1959 den Güterumschlag ein, am 1. Mai 1970 auch die Gepäckaufgabe. Sie nahm am 1. April 1973 die Güterzweigstrecke zur Musashino-Linie in Betrieb. Im Rahmen der Staatsbahnprivatisierung ging der Bahnhof am 1. April 1987 ging der Bahnhof in den Besitz der neuen Gesellschaft JR East in Betrieb. Im Dezember 2020 wurde er mit Bahnsteigtüren ausgestattet.